# Импрунета
Импрунѐта (на италиански: Impruneta, на местен диалект името е обикновено членувано: L'Impruneta) е градче и община в централна Италия, провинция Флоренция, регион Тоскана. Разположено е на 274 m надморска височина. Населението на общината е 14 906 души (към 2010 г.).